# تغنيت (متيوة الشرقية)
تغنيت هو دُوَّار يقع بجماعة زومي، إقليم وزان، جهة طنجة تطوان الحسيمة في المملكة المغربية. ينتمي الدوّار لمشيخة متيوة الشرقية التي تضم 8 دواوير. يقدر عدد سكانه بـ 910 نسمة حسب الإحصاء الرسمي للسكان والسكنى لسنة 2004.

## روابط خارجية
- البوابة الوطنية للجماعات الترابية نسخة محفوظة 12 مارس 2018 على موقع واي باك مشين.
- المندوبية السامية للتخطيط